# 623 г. пр.н.е.

## Събития

### В Азия

#### В Асирия
- Цар на Асирия е Синшаришкун (627 – 612 или 623 – 612 г. пр.н.е.).

#### Във Вавилония
- Набополaсар (626 – 605 г. пр.н.е.) е цар на Вавилония.[1] В първите години на управлението си той води борба за свобождаването на цяла Вавилония от асирийска власт.
- Пре тази година царят затвърждава контрола си над централната част на Северна Вавилония, но южните и приморските теритотии все още остават под силно асирийско влияние.[2]

#### В Мидия
- Киаксар (625 – 585 г. пр.н.е.) е цар на Мидия.[3]

### В Африка

#### В Египет
- Псаметих (664 – 610 г. пр.н.е.) е фараон на Египет.[4][5]